# Garmond de Picquigny
Garmond, Germond, Guarmond o Waremond, prelado de Picquigny en la Picardía, murió en Sidón en 1128. Era hijo o hermano de Arnoul de Picquigny (dependiendo de la fuente).
A finales de 1110, Garmond encarcela a Adán, Señor de Amiens. Godofredo, Obispo de Amiens, hace numerosos intentos de liberarlo.
Entre 1113 y 1117, tiene lugar la Insurrección popular de Amiens, la lucha de Enguerando de Boves (Señor de Coucy), Tomás de Marle (su hijo) y Adán (Señor de Amiens) contra los burgueses, Godofredo (Obispo de Amiens) y Garmond de Picquigny, ayudados por Luis el Gordo.
Tomó parte en las Cruzadas.
Fue Patriarca de Jerusalén de 1118 hasta su muerte en 1128. Según Guillermo de Tiro era un hombre sencillo y temeroso de Dios. Escribió dos tratados.
En 1120 convocó el Concilio de Nablus junto al Rey Balduino II de Jerusalén. Los cánones del consejo sirvieron como una especie de concordato entre la iglesia de Outremer y los Estados Cruzados. El primer canon es la promesa de Balduino de entregar adecuadamente los diezmos al patriarca, o sea, los de sus propios estados reales, Jerusalén, Nablus y Acre. En el segundo canon, Balduino pide perdón por los diezmos que había retenido, y en el tercer canon Garmond le absuelve. Esto demuestra que la Iglesia fue capaz de hacer valer sus derechos en el reino cruzado, una victoria en la Querella de las Investiduras que tenía lugar en Europa.
Durante el cautiverio de Balduino II, capturado por los ortóquidas en 1123 mientras recorría las fronteras de Edesa, Garmond organizó el Consejo en Acre y nombró a Eustaquío de Grenier, Señor de Cesarea y Sidón, como regente de Jerusalén. Además negoció una alianza entre Jerusalén y la República de Venecia, que finalizó en la firma del tratado que lleva su nombre en latín: el Pactum Warmundi.
Con Beatriz Daours, hija de Juan Daours, Señor de Daours, tuvo tres hijos:
- Gerardo I de Picquigny
- Adelaida
- Constanza